# Najib Mikati
Najib Azmi Mikati (árabe: نجيب ميقاتي‎‎) é um político libanês que foi primeiro-ministro do Líbano entre 2021 e 2025. De abril de 2005 a julho de 2005, ele foi primeiro ministro do Líbano em um governo provisório. Em 25 de janeiro de 2011, ele foi nomeado para servir como primeiro-ministro pela maioria dos votos nas consultas parlamentares após a queda de 12 de janeiro do governo libanês em novembro de 2009. O governo foi formado em 13 de junho de 2011, após muitos atrasos. Em 22 de março de 2013, Mikati apresentou sua demissão, que o presidente libanês Michel Suleiman aceitou em 23 de março de 2013.

## Estudos
Mikati se formou na Universidade Americana de Beirute com um Master of Business Administration em 1980. Ele também estudou no INSEAD (Paris) e na Universidade Harvard (EUA).

## Carreira profissional
Em 1982, junto com seu irmão, ele fundou uma empresa de telecomunicações, que se tornou o Grupo Mikati em 2007, com grandes investimentos no mundo árabe. Ele é um dos principais acionistas da operadora sul-africana de telecomunicações MTN, proprietária da marca high-end "Façonnable", e um investidor em transporte, gás e petróleo. Ele também tem investimentos em imóveis, notadamente em Londres, Nova Iorque e Mônaco.
A fortuna de Mikati é estimada em 2,5 bilhões de dólares de acordo com o ranking da Forbes 2010. Seu irmão também é um bilionário.
Em outubro de 2021, seu nome aparece ao lado de outros políticos libaneses no caso da evasão fiscal de Pandora Papers, onde se afirma que Mikati utilizou paraísos fiscais.

## Terceiro governo
Em conflito com o Presidente Michel Aoun sobre a distribuição de cargos ministeriais, Saad Hariri finalmente renunciou a formar um governo em 15 de julho de 2021, quase nove meses após sua designação. Em 27 de julho, Mikati foi convidada pelo Presidente Michel Aoun a formar um novo governo.
Ele é considerado como uma personalidade de compromisso, não estando próximo a nenhum bloco político em particular. Ele é um dos líderes da comunidade sunita. Ele próprio se descreve como um liberal, destacando sua formação empresarial para tranquilizar os EUA.
Ele declarou que queria um governo puramente tecnocrático, sem representantes de partidos políticos, para realizar as reformas econômicas esperadas pelas instituições financeiras internacionais.
Sua indicação foi recebida com bastante frieza pela população. Enquanto o país está afundando em uma grave crise econômica, social e humanitária, ele é visto como um representante da classe política tradicional e das elites econômicas. De acordo com o diário L'Orient-Le Jour, "se ser bilionário há muito tempo tem sido um trunfo para se impor na cena política libanesa, agora é visto por parte da rua como um símbolo da pilhagem de recursos públicos pela classe política. Najib Mikati conseguiu formar um governo de 24 membros após longas negociações com o Presidente da República, Michel Aoun, e os vários partidos políticos. Em 10 de setembro de 2021, ele assumiu oficialmente o cargo e sucedeu Hassan Diab, que havia se demitido mais de um ano antes.
Quando tomou posse, o Líbano estava sob uma crise econômica muito grave: colapso da moeda nacional, inflação galopante (o custo dos alimentos havia subido 700% nos dois anos anteriores), demissões maciças, uma taxa de pobreza de 78% de acordo com a ONU, frequentes cortes de energia, escassez de combustível, etc. Ele anunciou que apelaria para a solidariedade do povo libanês para ajudá-los. Ele anunciou que queria pedir a solidariedade do mundo árabe para tentar tirar o país da crise que estava atravessando e negociar com o FMI.
Em outubro de 2022, assumiu temporariamente as funções de presidente da República do Líbano, após o mandato presidencial de Michel Aoun ter expirado antes de ser eleito um sucessor.